# Бронепалубни крайцери тип „Леандър“
Леандър (на английски: Leander), (IPA: [liˈændər]) са серия бронепалубни крайцери от 2-ри ранг на Британския Кралски флот, построени през 1880-те години на 19 век. Явяват се развитие на корветите от типа „Айрис“. Също така са и първите британски кораби с бронирана палуба, която има скосове.
Всичко от проекта са построени 4 единици: „Леандър“ (на английски: HMS Leander), „Аретуза“ (на английски: HMS Arethusa), „Файтън“ (на английски: HMS Phaeton) и „Амфион“ (на английски: HMS Amphion).
Тяхно развитие стават крайцерите от типа „Мърси“.

## Проектиране
Проектът продължава линията на британските крайцери от 2-ри ранг, започната от типа „Айрис“. Основни разлики спрямо прототипа са: стоманена бронирана палуба, напълно покриваща отгоре машинно-котелното отделение и използване на скосове на палубата към бордовете, усъвършенствани машини и много увеличената далечина на плаване.

## История на службата
- HMS Leander – заложен на 14 юни 1880 г., спуснат на вода на 28 октомври 1882 г., в строй от 29 май 1885 г.
- HMS Arethusa – заложен на 14 юни 1880 г., спуснат на вода на 23 декември 1882 г., в строй от 1886 г.
- HMS Phaeton – заложен на 14 юни 1880 г., спуснат на вода на 27 февруари 1883 г., 20 април 1886 г.
- HMS Amphion – заложен на 21 април 1881 г., спуснат на вода на 13 октомври 1883 г., в строй от 1887 г.